# Líbano nos Jogos Olímpicos de Verão de 1952
O Líbano competiu nos Jogos Olímpicos de Verão de 1952 em Helsinque, Finlândia.

## Medalhistas

### Prata
- Zakaria Chihab — Luta Greco-romana masculina Peso Galo

### Bronze
- Khalil Taha — Luta Greco-romana masculina Peso Meio-médio